# Blachotrapez
Blachotrapez (grupa) – polskie przedsiębiorstwo produkcyjne, producent pokryć dachowych i elewacyjnych. Powstałe w 1969 roku w Rabce-Zdroju. Prezesem Zarządu Grupy Blachotrapez jest Rafał Michalski.
Przedsiębiorstwo produkuje i sprzedaje pokrycia dachowe i elewacyjne oraz pokrewne dodatki, w tym akcesoria dachowe, obróbki blacharskie, systemy rynnowe, podsufitkę dachową. Przedsiębiorstwo wykazuje przychody rzędu 1 mld zł (dane z 2022 roku). Posiada czternaście nowoczesnych zakładów produkcyjnych w Rabce-Zdroju, Bochni, Sękocinie Nowym, Myślenicach oraz w Rumunii w Baia Mare oraz Ploeszti. Blachotrapez zatrudnia ponad 1200 pracowników.
Ze spółką związana jest Luberda Family Foundation.

## Marki
Grupa Blachotrapez posiada w swoim portfelu sześć marek. Są to: KROP – systemy rynnowe, BTR Systems – pokrycia dachowe z kruszywem skalnym, Revolt Energy – systemy fotowoltaiczne, PVex – hurtownia komponentów PV, GARD – systemy ogrodzeń oraz Power Base Construction – konstrukcje dla fotowoltaiki.

## Surowce
Blachotrapez oferuje także produkty ThyssenKrupp wytwarzane z materiałów wsadowych, których jest wyłącznym dystrybutorem na Polskę.
Oferowane produkty
- blachy gontopodobne
- blachodachówki
- blachy trapezowe – elewacyjne i dachowe
- panele dachowe i elewacyjne na rąbek stojący
- ogrodzenia blaszane
- akcesoria dachowe i obróbki blacharskie
- systemy rynnowe PCW i stalowe
- systemy fotowoltaiczne

## Historia[6][7]
1969
Jan i Teresa Luberdowie rozpoczęli działalność gospodarczą w Rabce-Zdroju w branży dekarskiej.
lata 80 XX w.
Przekształcenie na działalność produkcyjno-handlową; rozpoczęcie sprzedaży blach Huty Florian, Huty imienia Lenina (aktualnie ArcelorMittal) oraz blach aluminiowych Huty Aluminium Konin.
lata 90 XX w.
Zmiana obszaru działania na produkcję pokryć dachowych i hurtowy handel blachą. W 1992 r. w Ponicach nieopodal Rabki-Zdroju powstał pierwszy zakład produkcyjny, w 1993 r. pierwsza placówka sprzedaży detalicznej w Sękocinie Nowym, a w 1995 r. w Krakowie.
1997 r.
Po wprowadzeniu na rynek alucynku (nowego materiału do produkcji pokryć dachowych), w 1997 r. zaczęto produkcję pokryć dachowych w nowo uruchomionym zakładzie w Zaborni, części Rabki-Zdroju.
2003 r.
Powstał kolejny zakład w Sękocinie Nowym. Sprzedaż ówcześnie prowadzi 40 placówek własnych.
2004-2007
W latach 2004–2007 poszerzenie oferty w państwach Europy Środkowej, oferując na Słowacji blachy produkowane w Polsce. Od 2007 roku sprzedaż produktów prowadzono też w Rumunii, Czechach, na Białorusi i na Węgrzech.
2008 r.
W 2007 r. spółka rozpoczęła produkcję w nowej hali w Sękocinie Nowym, wyposażoną w nowoczesne linie produkcyjne.
2010/2011
Zmiana formy prawnej spółki.
2012 r.
W Rumunii zarejestrowano Blachotrapez s.r.l z siedzibą w Baia Mare, która obsługuje sieć własnych punktów handlowych. Na Słowacji powstał Blachotrapez s.r.o, obsługujący 37 placówek handlowych.
W Polsce B. dysponował:
- trzema nowoczesnymi zakładami produkcyjnymi,
- własną flotą przeszło 150 samochodów ciężarowych i dostawczych,
- największą w Polsce własną siecią sprzedaży detalicznej (ponad 110 placówek handlowych),
- dwoma biurami handlowymi obsługującymi klientów hurtowych: Rab.-Zdr. Zabornia i Sękocin Nowy.

2014 r.
W 2014 wprowadzenie nowego profilu blachodachówki. Na rynku zadebiutowała Germania, sztandarowy produkt Blachotrapezu. Powstanie placówki Blachotrapez s.r.o. w Czechach.
2015 r.
Wprowadzenie blachodachówki Talia oraz gontu blaszanego Janosik, o wzorze drewna. W 2015 roku w kooperacji ze specjalistami ThyssenKrupp został wprowadzony system SPS – opatentowany system bezpiecznego tłoczenia blachy, gwarantujący zwiększoną żywotność; dzięki temu wydłużono gwarancję na wybrane produkty nawet do 40 lat.
2017 r.
Blachotrapez został oficjalnym partnerem Reprezentacji Polski w piłce nożnej. Produkty poza Polską można nabyć na Słowacji, w Rumunii i w Czechach. Na terenie Havlíčkův Brod i Rabki-Zdroju ruszyła budowa nowych hali produkcyjnej pokryć dachowych.
2019 r.
10 grudnia rozpoczęcie współpracy z Polskim Związkiem Narciarskim, jako sponsor Reprezentacji Polski w skokach narciarskich. Wprowadzono na rynek panel płaski High-Tech wyposażony w technikę zatrzaskową, która wpływa na minimalizowanie zjawisk hałasowania i falowania. Pokrycie dostępne jest w 4 powłokach Pladur z gwarancją do 55 lat.
W Polance otwarto halę produkcyjną o powierzchni 4200 m², w tym 600 m² powierzchni biurowych, w której rozpoczęto produkcję systemów rynnowych KROP PCW i Stal, korzystając z w pełni zautomatyzowanych linii produkcyjnych.
2020 r.
2020 rok rozpoczęto od uczczenia największego sukcesu sprzedażowego w historii. Debiut produktu Thunder – w przetłoczeniu imitującym tradycyjny gont drewniany. Na Międzynarodowych Targach Budownictwa i Architektury BUDMA B. uzyskał Złoty Medal Międzynarodowych Targów Poznańskich oraz nagrodę Acantus Aureus. W ofercie pojawiła się symetryczna płaska blachodachówka Estima oraz nowy surowiec aluminium Norsk Hydro. B. wraz z uruchomieniem produkcji w nowym zakładzie w Bochni, dzięki wykorzystaniu techniki dostawa na czas, udostępnia nową usługę – Express Dach 72h. Ona pozwala dostarczyć na plac budowy klienta ostatecznego wszystkie zamówione komponenty. Zakład w Bochni odgrywa główną rolę w procesie wprowadzenia na nowy poziom zarządzania przez jakość. Tego roku producent uzyskuje normę ISO 9001:2015, dotyczącą zarządzania jakością.
Blachotrapez sponsorem skoczni narciarskiej „Malinka" w Wiśle.
Powołanie konkursu Blachotrapez Mistrz Dekarstwa oraz program BT-News i BT-Ekspert. W ramach działań społecznie odpowiedzialnego przedsiębiorstwa wspomagał lokalne oddziały służby zdrowia zmagające się z wirusem SARS CoV-2 wywołującym chorobę COVID-19.
2021 r.
Działalność powołanie marki Revolt Energy, wchodząca w skład Grupy Blachotrapez – dostawca instalacji fotowoltaicznych. Blachotrapez staje się właścicielem PVex – hurtowni komponentów fotowoltaicznych.
Blachotrapez wsparł skialpinistkę Annę Tybor podczas wyprawy Dream Line Manaslu 8163, sponsor Międzynarodowych Turniejów Piłkarskich, nawiązał współpracę z fundacją Ja Też Mam Marzenia i z klubem KS Eve-nement. Za działania propracownicze Blachotrapez otrzymał certyfikat Instytutu Great Place to Work. Uzyskano certyfikat TÜV NORD Polska - Produkt Sprawdzony. Wdrożenie nowego produktu płaskiej blachodachówki Trend.
2022 r.
Powołanie marki GARD – Systemy Ogrodzeń. 
Poszerzono ofertę produktów o panele dachowe: T-Panel, Terrano i odrębny produkt w ofercie Terrano IZO. Do produktów z kruszywem skalnym dołączył Blizzard – blachodachówka z gwarancją trwałości nawet do 60 lat. Produkt German Simetric otrzymał certyfikaty TDI (Texas Department of Insurance) oraz Creek Technical Services LLC. Debiut na liście najlepszych miejsc pracy w Polsce, tworzonej przez Instytut Great Place to Work Polska. Przedsiębiorstwo otrzymało Tytuł Rzecznika Standardu Etyki. Blachotrapez po raz pierwszy otrzymał tytuł Najlepszego Miejsca Pracy w Europie, w kategorii dużych przedsiębiorstw.
Rozpoczęcie współpracy z lokalnymi instytucjami, Blachotrapez głównym sponsorem Krakowskich Wakacji z Kulturą, współpraca ze Stowarzyszeniem Siemacha. 
2023 r.
B. sponsorem strategicznym targów Dach Forum. Dołączenie do UN Global Compact, inicjatywy ONZ działającej na rzecz zrównoważonego biznesu oraz uzyskanie członkostwa w Klubie Polskie Forum ISO 9000. W maju – na targach Energii Odnawialnej Greenpower – premiera marki – Power Base Construction – konstrukcje dla fotowoltaiki.
Blachotrapez jako pierwsze przedsiębiorstwo przystąpił do ogólnopolskiego Cechu Blacharzy, Dekarzy i Cieśli "Wiecha”.
2024 r.
Zmarł założyciel Jan Luberda, miał 79 lat.

## Innowacje
B. wprowadził unikalną światowo technologię, opatentowaną nr 224142 w Urzędzie Patentowym Rzeczypospolitej Polskiej. System SPS (Safe Profiling System). System Bezpiecznego Tłoczenia pozwala na przetłoczenie materiału stalowego w optymalnych warunkach klimatycznych, niezależnie od temperatury otoczenia, pozytywnie oddziałuje na podwyższenie trwałości materiału oraz podnosi odporność na szkodliwe działanie czynników zewnętrznych. Dzięki wykorzystaniu techniki dostawa na czas zapewnia również takie usługi jak Express Dach 72h – kompletny dach na placu budowy w trzy doby. Oferta mobilna usługa – umożliwiająca profilowanie blachy na rąbek stojący bezpośrednio na placu budowy klienta. Jako jedyny w Polsce produkuje pokrycia dachowe z kruszywem skalnym – BTR Systems. Pionierski produkt Thunder został certyfikowany przez niezależną jednostkę TÜV Nord Produkt Sprawdzony.

### Sieć sprzedaży
Blachotrapez ma 130 własnych oddziałów sprzedaży, 40 oddziałów partnerskich oraz 400 autoryzowanych dystrybutorów, współpracujących z ponad 5000 dekarzy. Punkty sprzedaży hurtowej obsługują ponad 1500 partnerów handlowych. Poza Polską B. posiada punkty sprzedaży w krajach ościennych: m.in. Słowacja, Czechy, Węgry, Rumunia, Białoruś, Niemcy, Litwa, Ukraina, a także w Kanadzie.

### Sponsoring polskiego sportu
Największą rozpoznawalność producenta blaszanych pokryć dachów zapewniła współpraca z Polskim Związkiem Piłki Nożnej oraz Polskim Związkiem Narciarskim. Poza tym Blachotrapez wspiera także wiele innych inicjatyw i dyscyplin sportowych.

### Nagrody i certyfikaty
- Dobra Marka 2021[11]
- Brązowa Budowlana Marka Roku 2020 – pokrycia blaszane[12]
- Brązowa Budowlana Marka Roku 2020 – wyróżnienie Systemów Rynnowych KROP[13]
- Brązowa Budowlana Marka Roku 2020 – blacha modułowa[12]
- Certyfikat ISO 9001:2015[14]
- Złoty Orzeł Polskiego Budownictwa dla Blachotrapezu[15][16][17]
- Zasłużony dla Polskiego Budownictwa[18]
- Kreator Budownictwa Roku 2020[19]
- Polska Jakość 2020 dla Blachotrapezu[20][21][22]
- Pracodawca Przyjazny Edukacji[23]
- Podziękowanie
- Złoty Laur Konsumenta 2020[24]
- Great Place To Work[25]
- Lista 500 Rzeczpospolitej[26]
- List gratulacyjny
- POLSKI HERKULES 2020[27]
- Top Polish Brands 2020 dla Blachotrapez[28][29]
- Top Polish Brands dla Prezesa Rafała Michalskiego[30]